# Groot-Hamburgs voetbalkampioenschap 1931/32
In 1931/32 werd het tiende Groot-Hamburgs voetbalkampioenschap gespeeld, dat georganiseerd werd door de Noord-Duitse voetbalbond. 
De top vijf mocht naar de Noord-Duitse eindronde. Kampioen HSV en Altona 93 plaatsten zich finalegroep en werden daar respectievelijk eerste en derde. Hierdoor plaatste HSV zich voor de eindronde om de Duitse landstitel. De club versloeg VfL Benrath en verloor dan van FC Schalke 04. 

## Oberliga
| Plaats | Club                         | Wed. | W  | G | V  | Saldo | Ptn   |
| ------ | ---------------------------- | ---- | -- | - | -- | ----- | ----- |
| 1.     | Hamburger SV                 | 18   | 16 | 2 | 0  | 87:27 | 34:2  |
| 2.     | Altonaer FC 1893 VfL         | 18   | 10 | 4 | 4  | 50:39 | 24:12 |
| 3.     | SC Union 03 Altona           | 18   | 10 | 1 | 7  | 54:40 | 23:13 |
| 4.     | SC Victoria Hamburg          | 18   | 8  | 3 | 7  | 59:40 | 19:17 |
| 5.     | SV Eimsbüttel                | 18   | 8  | 3 | 7  | 52:49 | 19:17 |
| 6.     | FC St. Pauli 1910            | 18   | 7  | 4 | 7  | 39:48 | 18:18 |
| 7.     | SV Wacker 04 Billstedt       | 18   | 6  | 5 | 7  | 37:50 | 17:19 |
| 8.     | SV St. Georg 1895            | 18   | 6  | 3 | 9  | 36:41 | 15:21 |
| 9.     | Hamburg-Eimsbütteler BC 1911 | 18   | 3  | 2 | 13 | 38:68 | 8:28  |
| 10.    | St. Pauli SV 01              | 18   | 2  | 1 | 15 | 27:77 | 5:31  |

|  | Kampioen, geplaatst voor Noord-Duitse eindronde |
|  | Geplaatst voor Noord-Duitse eindronde           |
|  | Degradatie                                      |